# Deed
En el derecho consuetudinario, un deed (antiguamente "una evidencia") es cualquier documento legal escrito que pasa, afirma o confirma un interés, derecho o propiedad y que está firmado, atestiguado, entregado y, en algunas jurisdicciones, sellado. Se asocia comúnmente con la transferencia (traspaso) del título de propiedad. Un deed tiene una mayor presunción de validez y es menos refutable que un cocumento firmado por la parte en el deed. Un deed puede ser unilateral o bilateral. Los deeds incluyen transmisiones, comisiones, licencias, patentes, diplomas y poderes condicionales si se ejecutan como deeds. El deed es el descendiente moderno de la carta medieval, y se cree que la entrega reemplaza simbólicamente a la antigua ceremonia de "livery of seisin" (transferencia de posesión).
La frase tradicional firmado, sellado y entregado se refiere a la práctica de los sellos; sin embargo, los testigos que atestiguan han reemplazado a los sellos hasta cierto punto. Los acuerdos sellados también se denominan contratos mediante deed o especialidad; en los Estados Unidos, una especialidad se puede hacer cumplir sin consideración. En algunas jurisdicciones, las especialidades tienen un período de prescripción de responsabilidad del doble que el de un contrato simple y permiten que un tercero beneficiario haga cumplir un compromiso en el deed, superando así la doctrina de la confidencialidad. Las especialidades, como forma de contrato, son bilaterales y, por tanto, pueden distinguirse de los pactos, que, al estar también sellados, son promesas unilaterales.

## Requisitos
En el derecho consuetudinario, para ser válido y exigible, un deed debe cumplir varios requisitos:
- Debe declarar en su carátula que es un deed, utilizando palabras como "Este deed..." o "ejecutado como un deed".
- Debe indicar que el documento en sí transmite algún privilegio o algo a alguien.
- El otorgante debe tener la capacidad legal para otorgar la cosa o privilegio, y el cesionario debe tener la capacidad legal para recibirlo.
- Debe ser ejecutado por el otorgante en presencia del número prescrito de testigos, conocidos como testigos instrumentales (esto se conoce como estar en forma solemne).
- En algunas jurisdicciones, se le debe colocar un sello. Originalmente, colocar sellos convertía a las personas en partes de la escritura y las firmas como opcionales, pero los sellos ahora están desactualizados en la mayoría de las jurisdicciones, por lo que las firmas del otorgante y los testigos son los elementos primarios.
- Debe ser entregado a (entrega) y, en algunas jurisdicciones, aceptado por el concesionario (aceptación).[4]

Las condiciones asociadas a la aceptación de un deed se conocen como covenants. Un deed con sangría o sangrado  es aquel ejecutado en dos o más partes según el número de cesionarios, que antes estaban separadas mediante un corte mediante una línea curva o con sangría conocida como quirografía. Un agrupamiento de deed es uno ejecutado en una parte, por una de las partes, con el margen votado o incluso recortado, e incluye concesiones y nombramientos simples.

## Deeds de transferencia

### Garantía general y especial

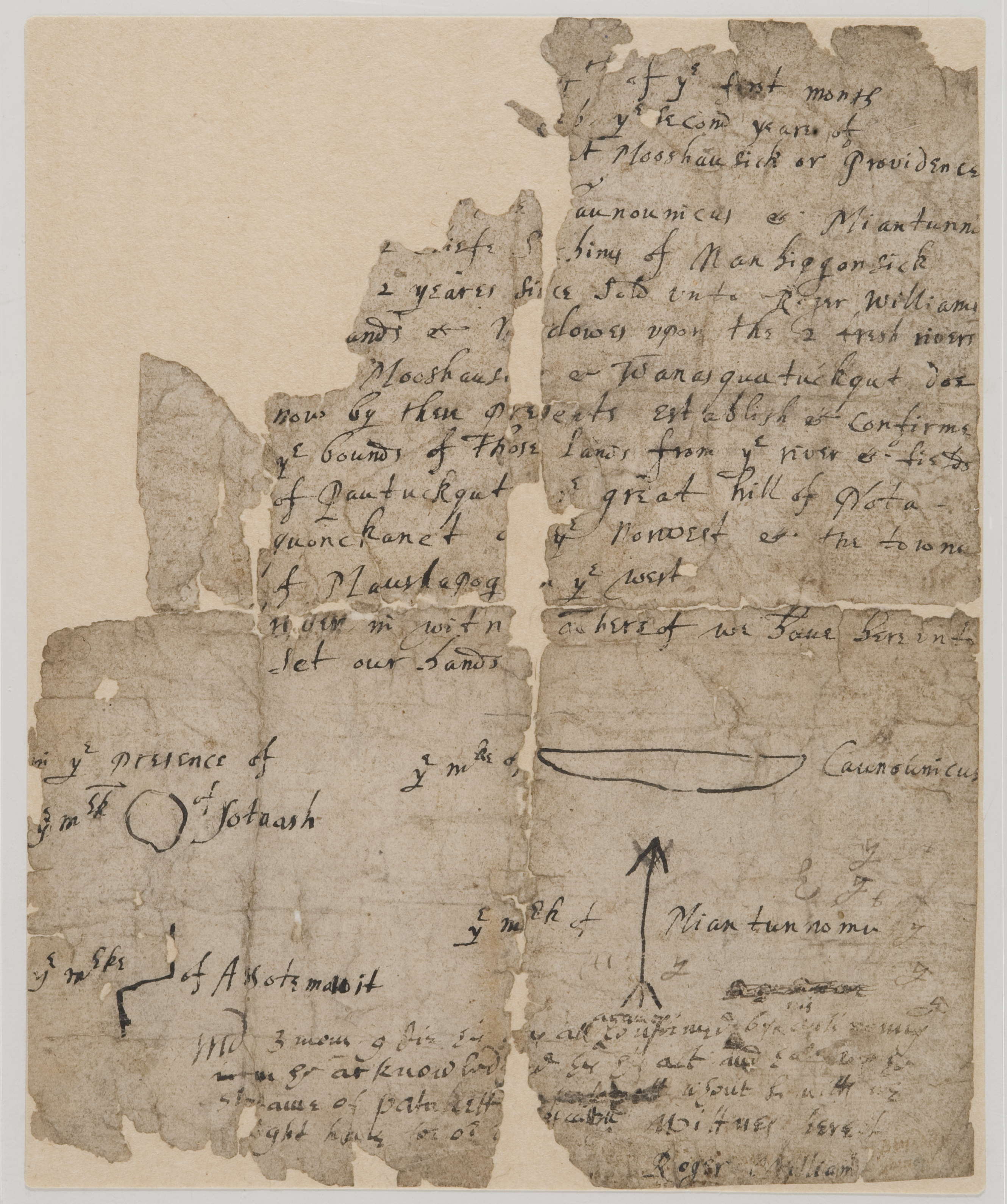
Deed indígena original de 1636 que crea la colonia de Rhode Island firmado por el jefe nativo americano Canonicus a favor de Roger Williams.

En la transferencia de bienes raíces, un deed transfiere la propiedad del antiguo propietario (el otorgante) al nuevo propietario (el receptor) y puede incluir varias garantías. El nombre exacto y la naturaleza de estas garantías difieren según la jurisdicción. A menudo, sin embargo, las diferencias básicas entre ellas es el grado en que el otorgante garantiza el título. El otorgante puede otorgar una garantía general de título contra cualquier reclamo, o la garantía puede limitarse solo a reclamos que ocurrieron después de que el otorgante obtuvo el bien inmueble. Este último tipo de deed generalmente se conoce como deed de garantía especial. Mientras que un deed de garantía general normalmente se utilizaba para la venta y transferencia de bienes raíces residenciales, los deeds de garantía especial son cada vez más comunes y se utilizan más comúnmente en transacciones comerciales.

### Deed de compraventa
Un tercer tipo de deed, conocido como deed de negociación y venta, implica que el otorgante tiene derecho a transferir el título pero no ofrece garantías contra gravámenes. Este tipo de deed es comúnmente utilizado por funcionarios judiciales o fiduciarios que mantienen la propiedad por la fuerza de la ley en lugar del título, como por ejemplo las propiedades incautadas por impuestos no pagados y vendidas por el alguacil, o un albacea.

### Deed de renuncia
El denominado deed de renuncia (en la mayoría de las jurisdicciones) en realidad no es un deed en absoluto; en realidad, es un acto propio que niega los derechos de la persona que la firma sobre la propiedad.

### Deed de fideicomiso
En algunas jurisdicciones, se utiliza un deed de fideicomiso como alternativa a una hipoteca. Un deed de fideicomiso no se utiliza para transferir una propiedad directamente. Se usa comúnmente en algunos estados, como California, por ejemplo, para transferir el título de la tierra a un "fideicomisario", generalmente un fideicomiso o una compañía de títulos, que tiene el título como garantía ("en garantía ") de un préstamo. Cuando se cancela el préstamo, el título se transfiere al prestatario registrando una liberación de la obligación y la propiedad contingente del fiduciario se extingue. De lo contrario, en caso de incumplimiento, el fiduciario liquidará la propiedad con un nuevo deed y compensará la pérdida del prestamista con las ganancias.

### Deeds como alternativas a la quiebra
- Deed de acuerdo: documento que establece un acuerdo para que un deudor pague una parte o todas las deudas pendientes, como alternativa a la quiebra; (Ley australiana).[7]
- Deed de cesión: documento en el que un deudor designa a un fiduciario para que se haga cargo de la propiedad y pague las deudas, en parte o en su totalidad, como alternativa a la quiebra; (Ley australiana).[7]

### Sanad

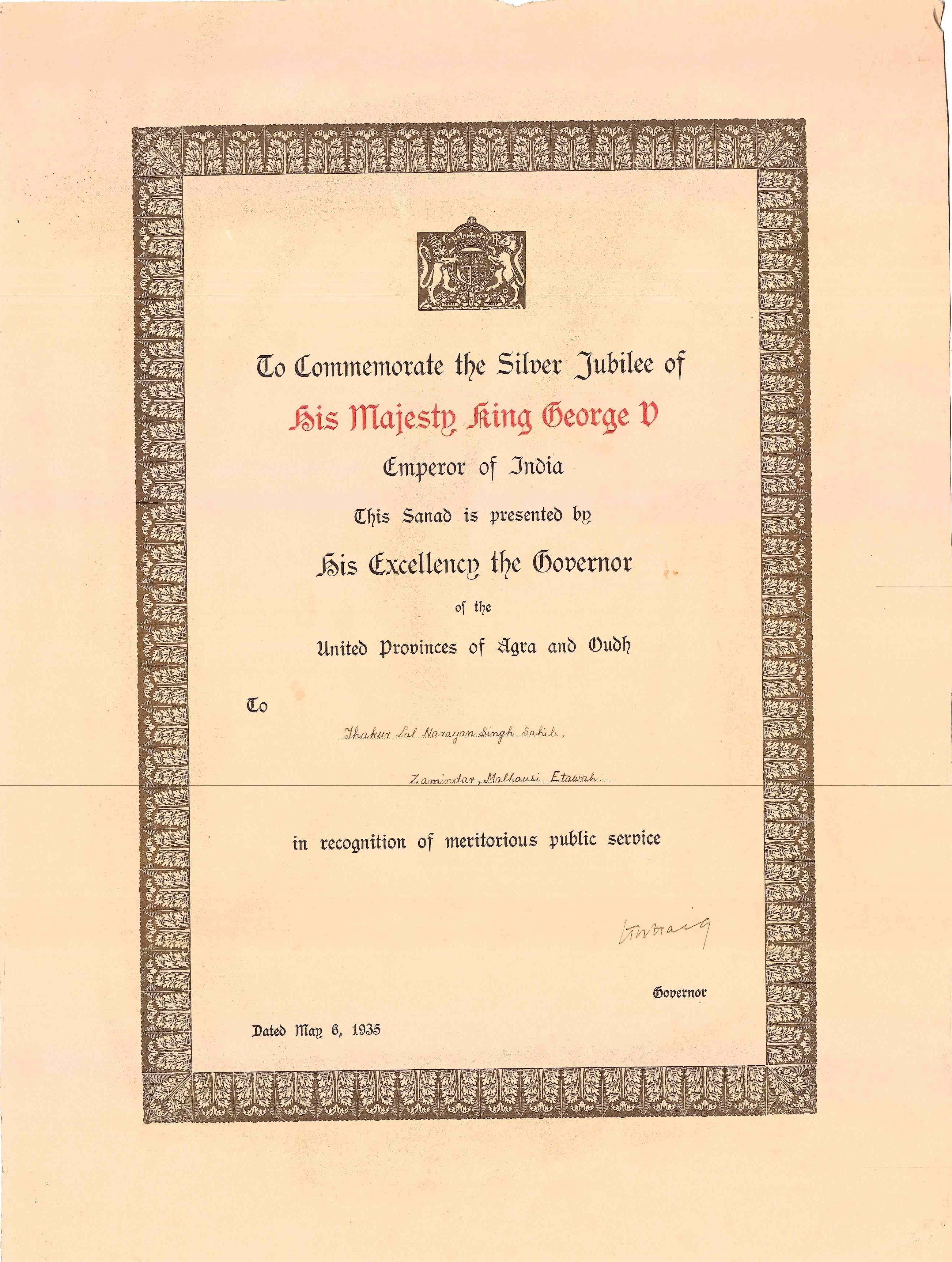
Un sanad emitido por el gobernador de las Provincias Unidas de Agra y Oudh durante el Raj británico

Sanad, también escrito como sunnud, es un deed otorgado a los gobernantes de los estados principescos nativos en la India británica que los confirmaba en su posición de gobierno a cambio de su lealtad al Raj británico.

#### Sanad de adopción
Dado que la extinción del linaje real sería un motivo para la anexión de un principado por parte de los británicos, algunos gobernantes también recibieron sanads de adopción. Concebidos como una recompensa por la lealtad al dominio británico en la India, especialmente después de la rebelión de la India de 1857, tales hechos le daban al gobernante el derecho de adoptar herederos elegidos de las familias nobles locales en caso de falta de una emisión directa. Entre los gobernantes que recibieron sanads en adopción, cabe mencionar a Takht Singh, Jaswant Singh de Bharatpur, así como a los gobernantes del estado de Nagod, el estado de Samthar y los Chaube Jagir.

## Estructura
Las principales cláusulas de un deed de transferencia son:
- Local
  - Cláusula de las partes: establece los nombres, direcciones y descripciones (vendedor/comprador, otorgante/concesionario, cedente/cesionario) de las partes.
  - Consideraciones: narra en orden cronológico la secuencia de propietarios previos de la propiedad que se transfiere, comenzando con la escritura de título más antigua hasta el contrato de venta al que la transferencia da efecto.
  - Testatum - una orden de presenciar que reconoce el pago y la recepción de la contraprestación y señala el comienzo de la parte operativa; por lo general comienza con "Ahora este hecho testifica"
- Parte operativa
  - Cláusula operativa: el vendedor da efecto al contrato de venta transmitiendo su interés en la tierra al comprador
  - Cláusula de parcelas: cláusula que detalla la ubicación y descripción de la propiedad que se transmite
  - Habendum - cláusula que indica el patrimonio (propiedad absoluta, etc.) o el interés que debe tomar el concesionario[10]
  - Tenendum - "tener y retener", que antes se refería a la tenencia por la cual la propiedad otorgada debía ser poseída, aunque ahora es completamente simbólica
  - Reddendum - reserva algo al otorgante de lo otorgado, como el alquiler, bajo la fórmula "ceder y pagar".
  - Condiciones
  - Garantía: el otorgante garantiza el título al concesionario
    - general: cuando la orden es contra todas las personas
    - especial: cuando es solo contra el otorgante, sus herederos y los que reclaman bajo él

  - Pactos: limitaciones vinculantes o promesas
- Conclusión (o escatocolo) – ejecución y fecha
  - Testimonio (Escocia: cláusula de prueba) – da fe de la debida ejecución de una escritura o instrumento.
    - Ejemplos:
      - Inglaterra & Gales: En testimonio de lo cual, las partes de este deed han firmado el presente.
      - Irlanda: En testimonio de lo cual, las partes firman y sellan [el primer día y año aquí escrito].
      - Escocia: EN TESTIMONIO DE LO CUAL, estos deeds, que constan de esta y las páginas anteriores, son suscritos por [mí] en [lugar] el [día] del [mes] del [año] en presencia de [nombre] de [dirección].

## Diferencia con una escritura
Un deed no es una escritura pública o notarial de los países que implementan el sistema latino. Por otra parte tampoco es un contrato hecho público mediante el acto de un notario. Ello se debe a que en su redacción y firma no participa un notario.
Estrictamente un deed no es un contrato verdadero ya que no posee los requisitos necesarios para ello. En cambio un deed es un documento escrito y sellado por la parte que lo otorga. En derecho consuetudinario, un deed es cualquier documento escrito que esté firmado, sellado y entregado y que transmite alguna participación en la propiedad de un bien.